# イザナギゲームズ
株式会社イザナギゲームズ（英: IzanagiGames, Inc.）は、日本のコンピュータゲームソフト制作会社。コンピュータエンターテインメントレーティング機構会員、コンピュータエンターテインメント協会正会員。
社名は日本国を創生したとされる神イザナギにちなんで「日本のクリエイター、デベロッパーの活躍の場をより多く創生する。」という理念から付けられた。
一部の作品にはネタバレ防止として配信を制限しており、警告を無視して配信した者に刑事告訴を含めた警告を行っている。

## 歴史
2017年、コンシューマーゲームを中心としたインタラクティブエンターテインメントのプロデュース・パブリッシングを行う企業として梅田慎介が設立。
2020年、本郷奏多主演インタラクティブムービー作品『デスカムトゥルー』や小高和剛クリエイティブディレクション、打越鋼太郎シナリオの『ワールズエンドクラブ』をリリースした。
2021年10月、MyDearest株式会社と業務提携を締結。
2022年9月、株式会社アメツチの株式90%を取得し子会社化。
同年11月、株式会社コルクを引き受け先とする第三者割当増資を実施し、同社と資本業務提携を締結。
中国のNetEase、香港のMakers Fund、日本のコロプラ、アカツキなど国内外から第三者割当増資による資金調達を受けている。

## 作品

### ゲームソフトウェア
| 発売・配信日 | 発売・配信日 | タイトル                                                     | プラットフォーム                                            | 開発元                              |
| ------------ | ------------ | ------------------------------------------------------------ | ----------------------------------------------------------- | ----------------------------------- |
| 2020年       | 6月25日      | デスカムトゥルー                                             | Nintendo Switch iOS Android                                 | トゥーキョーゲームス エスカドラ     |
| 2020年       | 7月17日      | デスカムトゥルー                                             | Windows (Steam)                                             | トゥーキョーゲームス エスカドラ     |
| 2020年       | 9月4日       | ワールズエンドクラブ                                         | Apple Arcade                                                | トゥーキョーゲームス グランディング |
| 2020年       | 11月12日     | デスカムトゥルー                                             | PlayStation 4                                               | トゥーキョーゲームス エスカドラ     |
| 2021年       | 5月27日      | ワールズエンドクラブ                                         | Nintendo Switch                                             | トゥーキョーゲームス グランディング |
| 2022年       | 5月26日      | 冤罪執行遊戯ユルキル                                         | Nintendo Switch PlayStation 5 PlayStation 4 Windows (Steam) | エスカドラ グレフ                   |
| 2022年       | 9月23日      | ディスクロニア: クロノスオルタネイト Episode I-偽りの目覚め- | PC (Meta Quest 2) PlayStation VR2                           | MyDearest                           |
| 2022年       | 12月9日      | ディスクロニア: クロノスオルタネイト Episode II-終局の銃弾-  | PC (Meta Quest 2) PlayStation VR2                           | MyDearest                           |
| 2023年       | 7月14日      | ディスクロニア: クロノスオルタネイト Episode III-楽園の眠り- | PC (Meta Quest 2) PlayStation VR2                           | MyDearest                           |
| 2023年       | 11月22日     | ディスクロニア：CA - Definitive Edition                      | Nintendo Switch                                             | MyDearest                           |
| 2024年       | 9月13日      | 雨魂 - AMEDAMA -                                             | Windows (Steam)                                             | 企画：アクワイア                    |
| 2024年       | 11月21日     | 雨魂 - AMEDAMA -                                             | Nintendo Switch                                             | 企画：アクワイア                    |
| 2024年       | 時期未定     | ダークオークション -ヒトラーの遺産-                          | Nintendo Switch Windows (Steam)                             |                                     |

### Webコミック
- ツクヨミスタジオ（Webtoon）